# Western Sydney Stadium
Le stade Western Sydney, aussi connu pour raison de naming sous le nom de Bankwest Stadium est un stade rectangulaire polyvalent situé à Parramatta, dans la Nouvelle-Galles du Sud, en Australie. Il remplace en lieu et place le stade de Parramatta. D'une capacité de 30 000 places, le stade a ouvert ses portes en avril 2019. Le stade appartient au gouvernement NSW, exploité par VenuesLive, conçu par Populous Architects et construit par Lendlease avec un coût de construction de 360 millions de dollars  . Le stade accueillera des matches dans les principaux sports nécessitant un terrain rectangulaire à Sydney. 
Les utilisations principales du stade sont l’organisation de matchs de la NRL (rugby à XIII), de football, de rugby à XV, de concerts et d’événements spéciaux. Les équipes de base sont le club des Parramatta Eels en rugby à XIII et le club des Western Sydney Wanderers  en football. Les autres locataires comprennent des équipes de NRL, les Wests Tigers et les Bulldogs de Canterbury-Bankstown, ainsi que l’équipe de Super Rugby des Waratahs de la Nouvelle-Galles du Sud. Certains clubs délocalisent des matchs tandis que la reconstruction du stade de football de Sydney et le redéveloppement de Stadium Australia se poursuivent.

## Histoire du lieu
La zone sur laquelle se trouve le stade était utilisée pour les loisirs et les courses de chevaux dans la colonie britannique de Parramatta, fondée en 1788 avec le règlement du port de Sydney. Le gouverneur Charles FitzRoy a approuvé la création d'un hippodrome sur le site en 1847, avec un terrain de cricket développé dans l'hippodrome et ouvert en 1863  Après de nombreux changements de nom, le club de cricket local a adopté le nom de club de cricket central de Cumberland, qui a ensuite pris le nom de Cumberland Oval. 
Cumberland Oval a été utilisé à diverses fins pour les courses de chevaux, le cricket, l’athlétisme, le rugby à XV, le rugby à XIII et les sports motorisés. Il est renommé "Parramatta Speedway" pour les  sports motorisés sur la période allant de 1930 à 1959. Lorsque le club de rugby à XIII du district de Parramatta fut admis dans la NSWRL Premiership en 1947, Cumberland Oval devint le domicile du club. En 1981, après que Parramatta eut remporté son premier titre, les supporters massés sur le terrain ont  incendié la tribune. Peu après, il a été décidé de construire un stade moderne. 

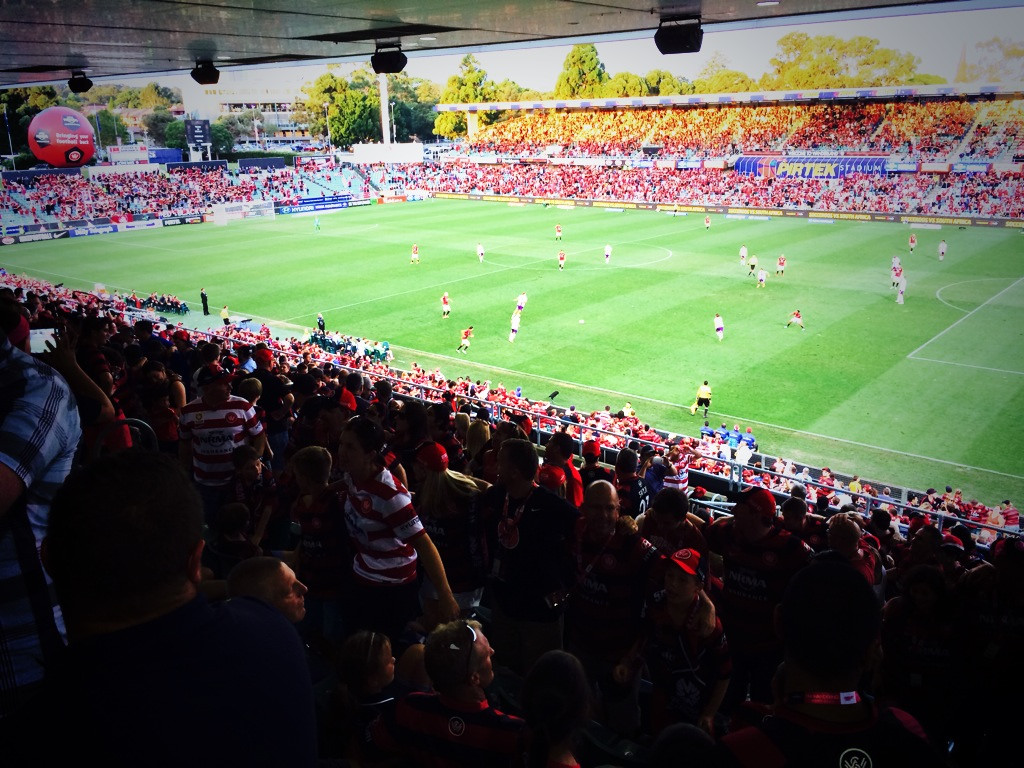
Un match de la A-League en cours au stade de Parramatta

Le stade Parramatta a été conçu en 1984, construit en 1985 et inauguré par la reine Elizabeth II le 5 mars 1986. Le nouveau stade rectangulaire était le terrain des Parramatta Eels et continua à accueillir des manifestations sportives locales et nationales ainsi que des concerts. Le record d'affluence fut de 28 000 spectateurs pour un test match Australie-France en 1994.  En 2002, sa capacité a été réduite à 21 000 places après que toutes les places des tribunes ait été converties en places assise. En 2012, avec le succès des Western Sydney Wanderers, nouvellement formés, qui comprenait une affluence à guichets fermés pour la finale de la Ligue des champions de l'AFC 2014, ainsi que la volonté constante du Parramatta Eels (XIII) de remplacer le stade vieux de près de 30 ans, le gouvernement NSW a sollicité diverses études d'extension, notamment une augmentation de la capacité aux extrémités nord et sud et une reconstruction successive de toutes les tribunes. En septembre 2015, il a été décidé de reconstruire le stade,. 

## Reconstruction et design
En septembre 2015, le gouvernement de la Nouvelle-Galles du Sud a annoncé que le stade serait remplacé par un nouveau stade de 30 000 places sur le même site. Des appels d'offres ont été lancés en juin 2016. Quatre candidats ont été sélectionnés : Les quatre groupes étaient Populous & Lendlease, Cox Architecture et John Holland, Hassell et Brookfield Multiplex et enfin BVN et Laing O'Rourke. Le contrat a été attribué au consortium Populous and Lendlease en décembre 2016. 
En raison de l’empreinte élargie du stade, le bassin adjacent du mémorial de guerre de Parramatta a également été fermé et démoli. Un petit groupe de manifestants a désapprouvé la décision, obtenant une certaine couverture médiatique locale pour promouvoir leurs pétitions en ligne contre le stade. Un remplacement de la piscine a été annoncé en mars 2017, le gouvernement de NSW ayant confirmé qu'un nouveau centre aquatique serait construit sur l'ancien site du parcours de golf de Parramatta. 

## Caractéristiques du stade

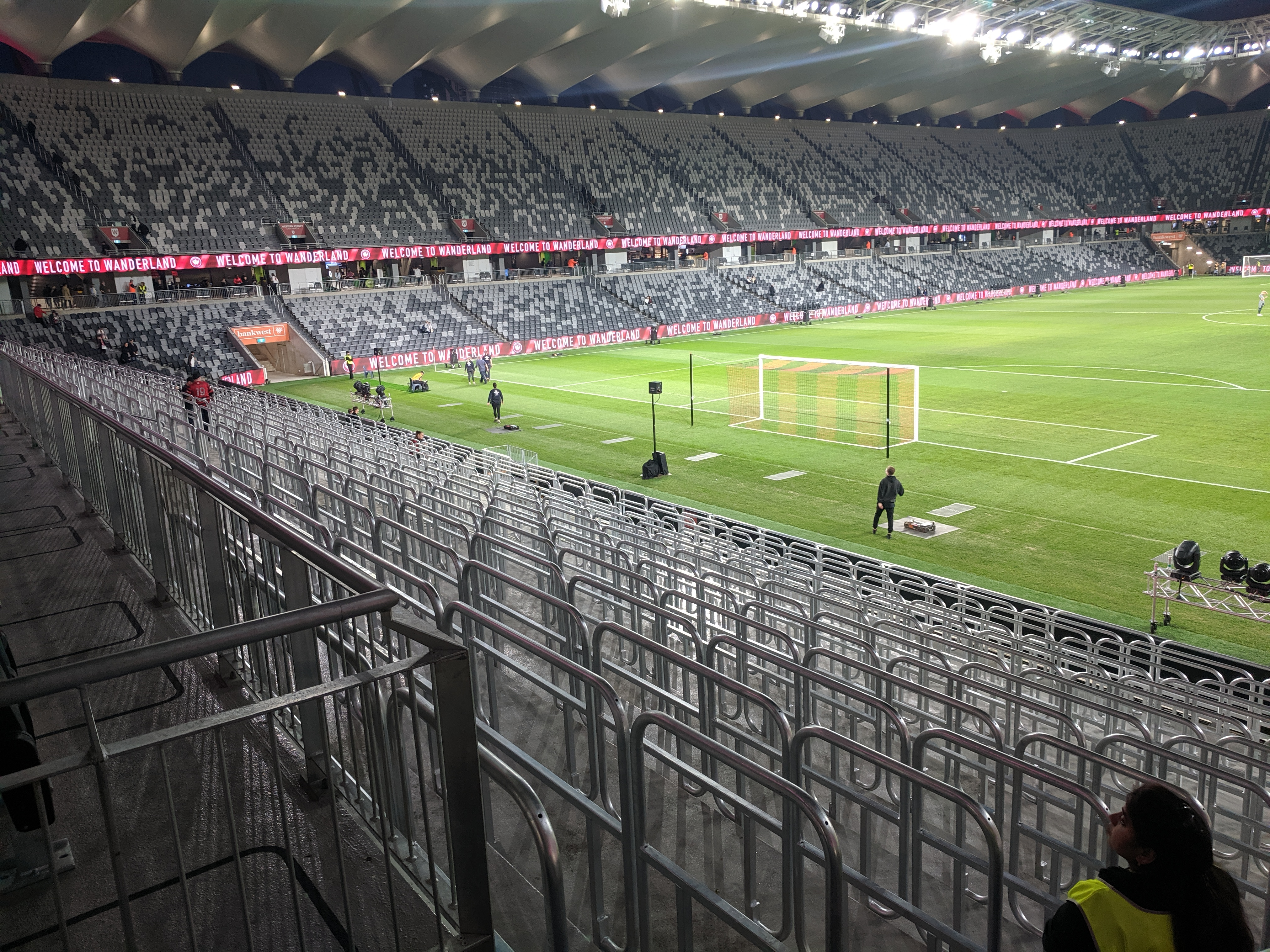
Zone debout sécurisée

Les principales caractéristiques du stade sont l’augmentation de la capacité de 10 000 personnes par rapport à l’ancien, une augmentation importante des installations d’entreprise, des tribunes plus raides, l'intégration de liaisons piétonnes et de transport, un aménagement paysager local, un club de premier ordre pour les membres et un système de sonorisation de grande qualité. La conception de la première installation majeure "spectateur debout" en Australie comprend 3 baies d’une capacité totale de 1 000 personnes dans la zone de « kops » Red & Black Bloc, utilisant un système d’échange qui permet l’installation régulière de places assises pendant la saison de rugby à XIII et la désinstallation de ces places pour la saison de football d'été pour les Wanderers. Il est également conçu pour avoir une cote énergétique LEED Gold,. 

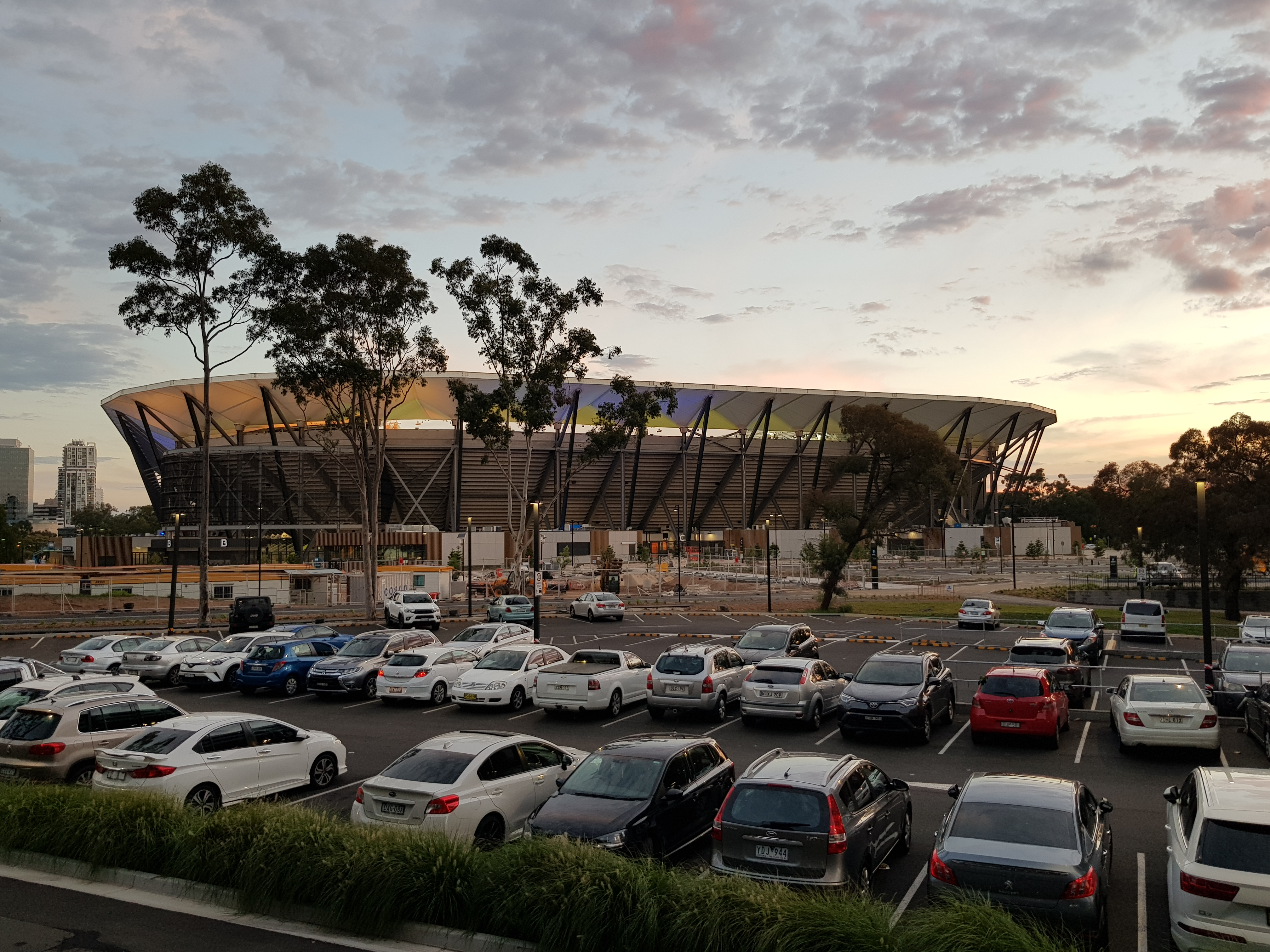
Le stade Bankwest est presque terminé en avril 2019. Quelques semaines seulement avant son événement inaugural. Vue du bâtiment voisin du Parramatta Leagues Club.

Les travaux de démolition ont commencé au début de 2017 et se sont achevés en février 2017. Le nettoyage du site, les travaux d'excavation et les travaux préparatoires au sol se sont terminés en août. La construction a débuté avec les fondations en béton qui ont été posées en septembre 2017 et la tribune principal achevée à la mi-2018. La première partie du toit a été assemblée et levée à l’extrémité sud du sol le 12 février 2018 et achevée à la fin de 2018. La structure dans son ensemble était achevée au début de 2019, les derniers travaux internes et paysagers étant terminés avant l'ouverture. Le stade a officiellement ouvert ses portes le 14 avril 2019. 

## Utilisateurs
Le stade accueillera les matchs des trois codes majeurs du "football" en Nouvelle-Galles du Sud. Les deux principaux locataires sont les Western Sydney Wanderers (football) et les Parramatta Eels (XIII), Ces derniers sont les résidents permanents, leur siège, tout proche, est un immeuble impressionnant (4 étages avec bars, restaurants, casino, salles de musculation, bureaux et salles de réunion).  
Les Wanderers accueilleront 13 matchs de saison régulière de la A-League 2019/20, tous les matchs à domicile de la Coupe FFA de la phase de quart de finale et la Ligue des champions d'Asie pour les prochaines saisons s'ils se qualifient.  
En NRL (XIII) les Eels  accueilleront 10 matchs  au stade lors de la saison régulière 2019, ainsi que d'éventuels matchs de séries finales. Le record d'affluence a été établi dès l'inauguration pour leur premier match en NRL (30 000 spectateurs, guichets fermés) . Les Wests Tigers  joueront 4 matches au stade en 2019 et ont déclaré qu'ils continueraient de le faire pendant la rénovation du Football Stadium de Sydney et du stade olympique de Sydney. Les Bulldogs de Canterbury-Bankstown disputeront un match à domicile contre les Penrith Panthers  dans le nouveau stade au tour 20 de la saison NRL 2019.  
En Super Rugby (XV) à la suite du réaménagement du Football Stadium de Sydney, les Waratahs de la Nouvelle-Galles du Sud disputeront 3 matchs  au nouveau stade lors de leur saison 2019. 
Les dimensions du terrain sont conformes aux normes internationales en matière de football et de rugby. Pour le rugby, les zones de contact avec les buts seront de 10 mètres (adaptée au XIII, plage de 7 à 10m), à l'extrémité inférieure de la plage acceptable de 10 à 22 m pour le rugby à XV. 
Le stade sera qualifié pour accueillir des matches internationaux selon les codes sportifs. 
Rugby Australia a confirmé que le stade organiserait un test match avec les Wallabies (Rugby à XV) contre les Samoa le 7 septembre 2019, dans la perspective de la Coupe du Monde de Rugby 2019. 
Le 31 août 2019, la Football Federation Australia a annoncé que l'équipe nationale féminine australienne de football (« les Matildas ») disputera un match amical international contre le Chili au stade le samedi 9 novembre 2019. 
Les autres utilisateurs potentiels pourraient être les matches de qualification et d’exposition pour la Coupe du Monde de la FIFA, les Socceroos (football) et les Kangourous (ligue de rugby à XIII).

## Évènements
- Coupe du monde de rugby à XV 2027